# Histoire philatélique et postale du Mandchoukouo

Drapeau de l'administration postale du Mandchoukouo.

Le Mandchoukouo déclare son indépendance le 1er mars 1932 et, le 20 mars, le nouveau gouvernement annonce que le département des communications va remplacer l'administration chinoise à partir du 1er août. Cependant, les militaires japonais maintiennent une telle pression sur les postiers chinois que les autorités de Nankin ordonnent un blocus des activités postales. Ces dernières, sous administration chinoise, cessent totalement le 24 juillet 1932. Le département des communications de Xinjing met en place une nouvelle administration avec une telle promptitude que les bureaux sont rouverts le 26 juillet 1932 avec l'émission d'une première série courante.
Pour ces timbres, le gouvernement retient deux dessins : la pagode blanche de Liaoyang et le portrait de Puyi. De juillet 1932 à avril 1934, les timbres porteront une inscription de cinq caractères chinois signifiant « Administration postale de l'État mandchou » ; à partir de mars 1934, l'inscription est composée de six caractères signifiant « Administration postale de l'Empire mandchou », indiquant par là le changement de régime.
Ces inscriptions ne figurent pas sur des séries de timbres émis à partir de 1935 et destinés à affranchir le courrier à destination de la Chine car cette dernière ne reconnaîtra jamais le Mandchoukouo. Une orchidée (reconnue comme symbole impérial) apparaît dans le dessin des timbres en 1935. Durant son existence, le Mandchoukouo émet douze séries de timbres courants (y compris ceux pour la Chine), treize séries de timbres commémoratifs, quinze séries d'entiers postaux, deux séries de timbres pour la poste aérienne, des livrets officiels destinés à l'UPU et quelques dizaines de produits philatéliques. Les derniers timbres du Mandchoukouo (une série pour la poste aérienne) ne sont pas émis. Commandés tardivement, ils arrivent à Xinjing courant 1945, pour une mise en circulation prévue pour le 20 septembre. L'histoire en décide autrement, puisque le Mandchoukouo cesse d'exister le 15 août 1945.
Après la dissolution du gouvernement, le service postal doit se poursuivre tant bien que mal.  Face au manque de nouveaux timbres, les autorités postales et/ou les receveurs des bureaux locaux, surchargent les stocks de timbres restants du Mandchoukouo de l'inscription « République de Chine » ou d'une valeur provisoire. Ces timbres surchargés ne furent utilisés que pendant une très courte période de fin 1945 à 1947. À partir de cette dernière année, la Poste du Peuple (administrée par les communistes chinois) organise et unifie l'administration postale dans le Nord-Est de la Chine qui fut le Mandchoukouo.
De nos jours, une organisation baptisée « Gouvernement temporaire du Mandchoukouo » propose sur son site internet des timbres-poste du Mandchoukouo à la vente, mais il semblerait s'agir d'une escroquerie.

## Exemples de timbres

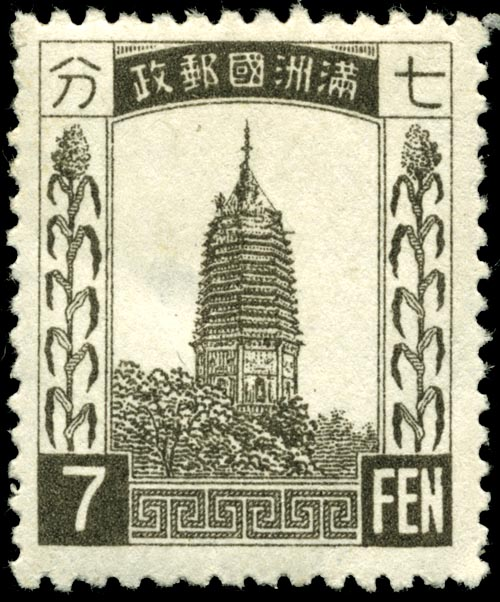
La pagode de Liaoyang (1932).
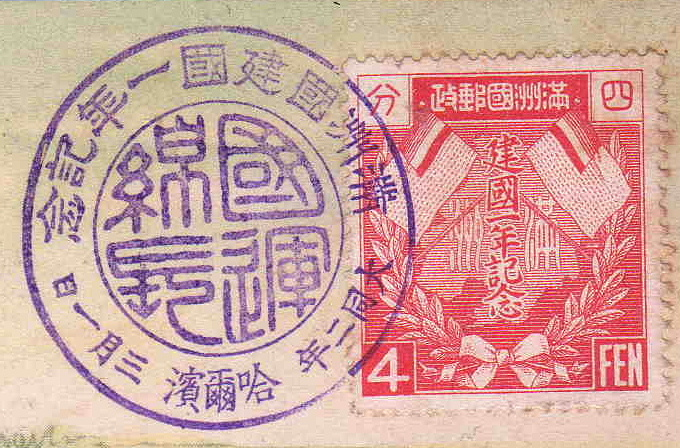
1er anniversaire du Mandchoukouo (1933).
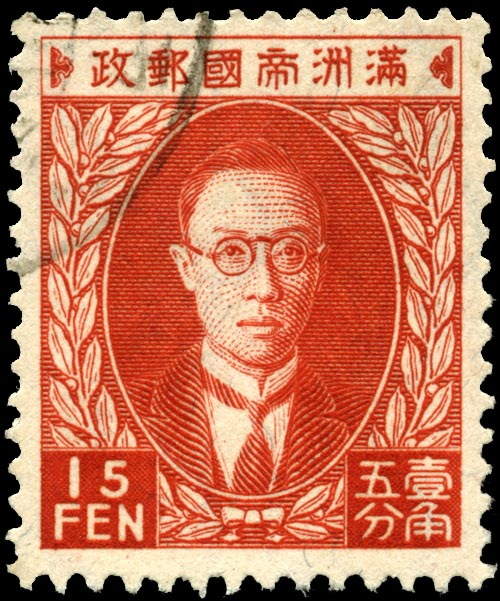
Portrait de l'empereur Puyi (1935).
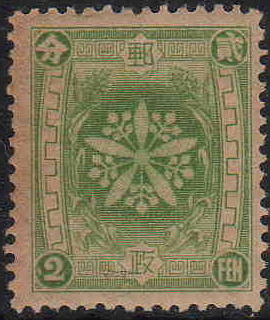
Fleur symbole du Mandchoukouo (1935).
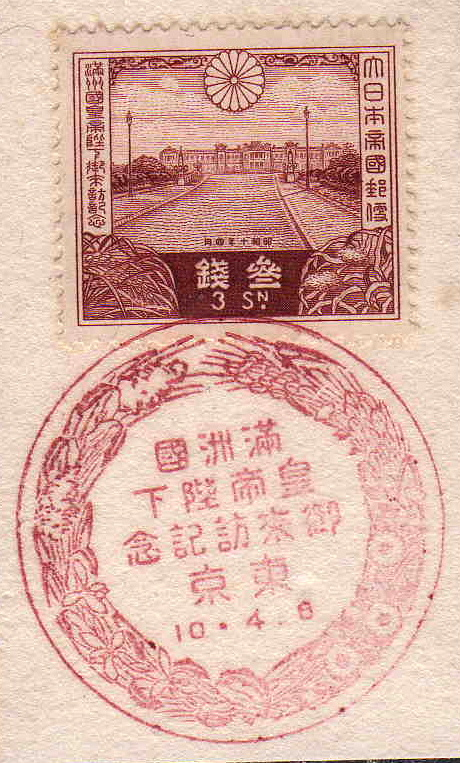
Timbre japonais célébrant la 1re visite de l'empereur Puyi au Japon (1935).
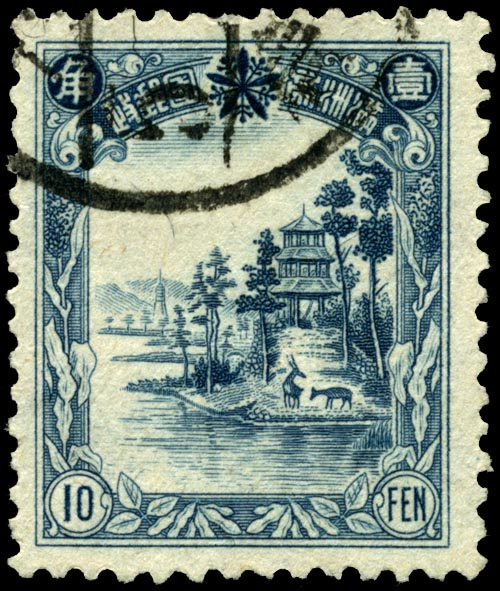
1936 - Timbre de série courante.
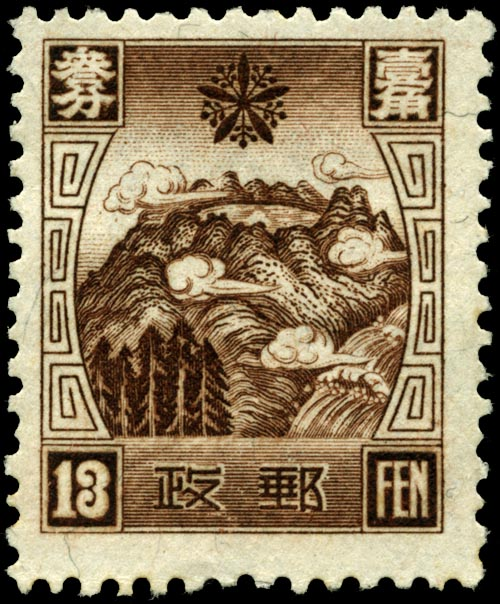
Les « montagnes blanches sacrées » (1937).
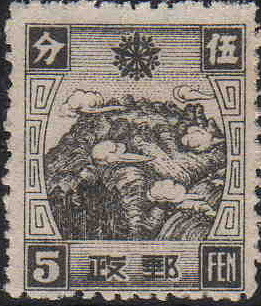
Autre représentation des « montagnes blanches sacrées » (1937).
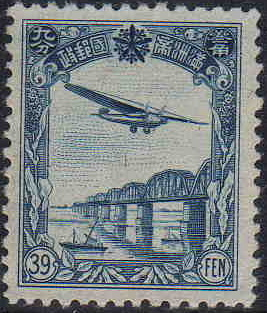
Timbre de poste aérienne (1937).
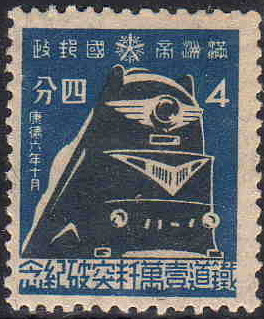
Locomotive de la société des chemins de fer de Mandchourie du Sud (1939).
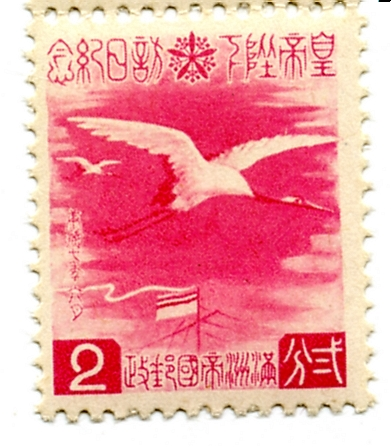
Timbre célébrant la 2e visite de l'empereur Puyi au Japon (1940).
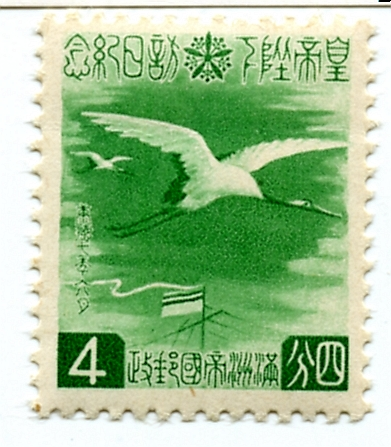
Autre couleur (1940).
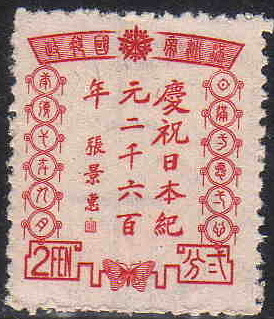
2600e anniversaire du Japon (1940).
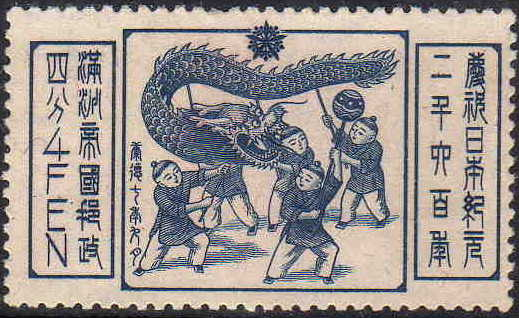
2600e anniversaire du Japon (1940).
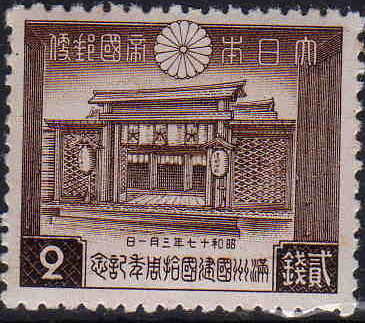
Timbre japonais célèbrant le 10e anniversaire du Mandchoukouo (1942).
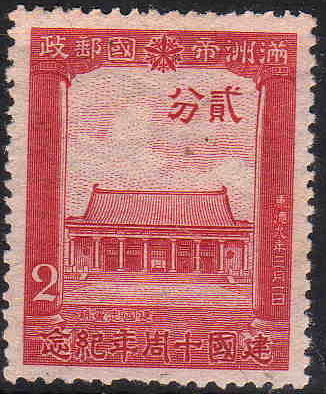
10e anniversaire du Mandchoukouo (1942).
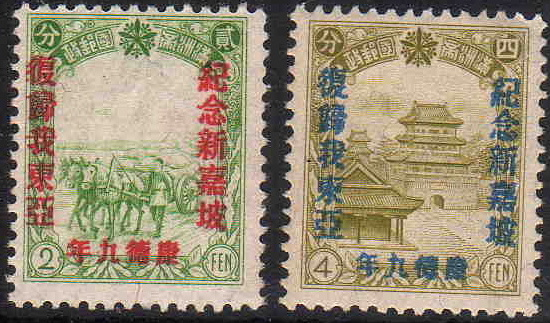
Paire de timbres célébrant la capture de Singapour par l'armée japonaise (1942).
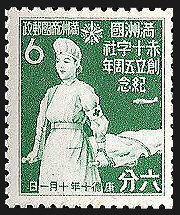
Commémoration du 5e anniversaire de la Croix-Rouge du Mandchoukouo (1er octobre 1943).
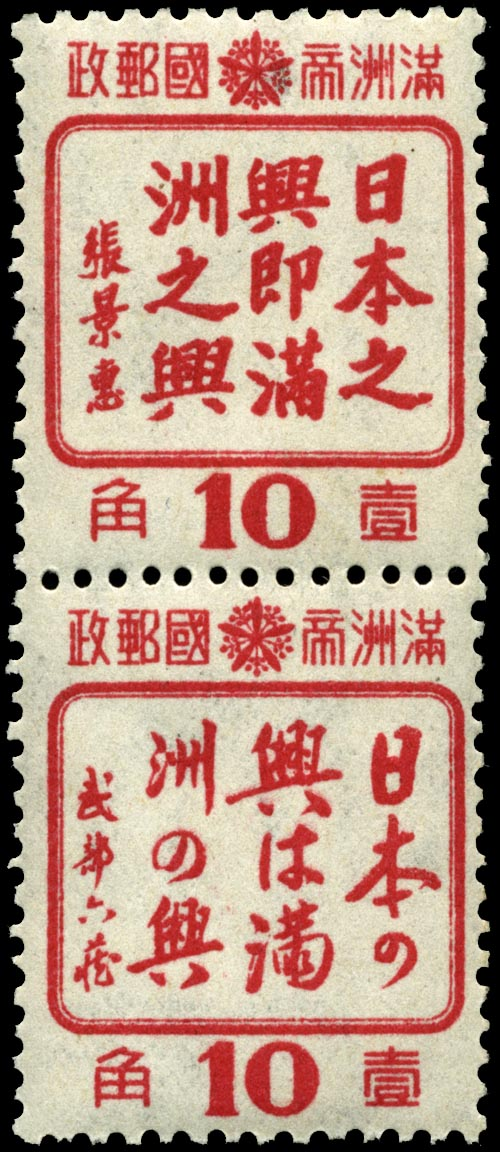
Une paire de timbres arborant un slogan de propagande (1944).
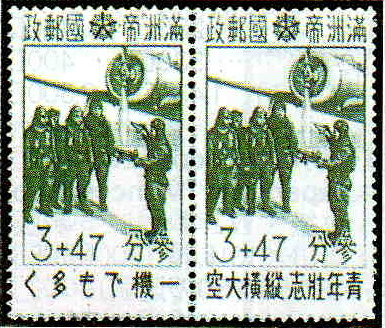
Timbres de poste aérienne non-émis (1945).
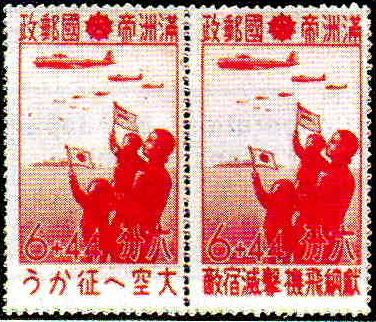
Timbres de poste aérienne non-émis (1945).
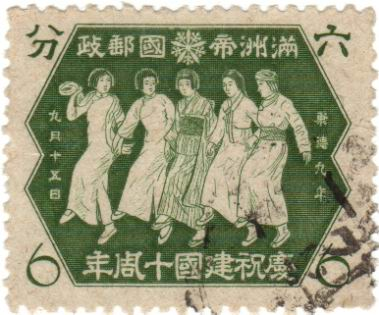
Timbre promouvant l'idéal de concorde des nationalités.